# Сургут
Сургу́т (рос. Сургут, хант. Сәрханԓ) — місто у складі Ханти-Мансійського автономного округу Тюменської області, Росія. Адміністративний центр та єдиний населений пункт Сургутського міського округу.
Залізнична станція, порт на правому березі річки Обі.
Населення — 366189 осіб (2018, 306675 у 2010, 285027 у 2002).

## Історія
Заснований за наказом царя Федора Івановича 1594 року. Назва міста за однією з версій походить від слів угро-фінського народу ханти «сор» (заливна заплава річки) і «кут» (риба). За іншою ж версією, у перекладі з хантийської мови «сургут» — «рибне місце».
У 1960-ті роки селище стало центром видобутку нафти та газу. 25 червня 1965 робітниче селище було перетворене у місто. Сургут був третім за обсягом виробництва промисловим центром (після Москви та Санкт-Петербурга) Росії за даними 2013 року, за середньою зарплатою 2018 року Сургут посідав 3-є місце в рейтингу міст Росії, за опитуванням місцевих мешканців щодо якості життя 2018 року (жителі кожного міста оцінювали його за кількома критеріями) — 17-е місце.

## Населення
За даними Всеросійського перепису 2010, населення міста складало 306 675 осіб, з них 18 327 осіб або 5,98 % населення становили українці.

## Відомі особистості
В місті народилися:
- Алєксєєв Микола Васильович (*1983—†2014) — старший сержант Збройних сил України, учасник російсько-української війни.
- Крапостіна Марина Юріївна (*1969—†1999) — співачка українського походження.